# Albert Oppel

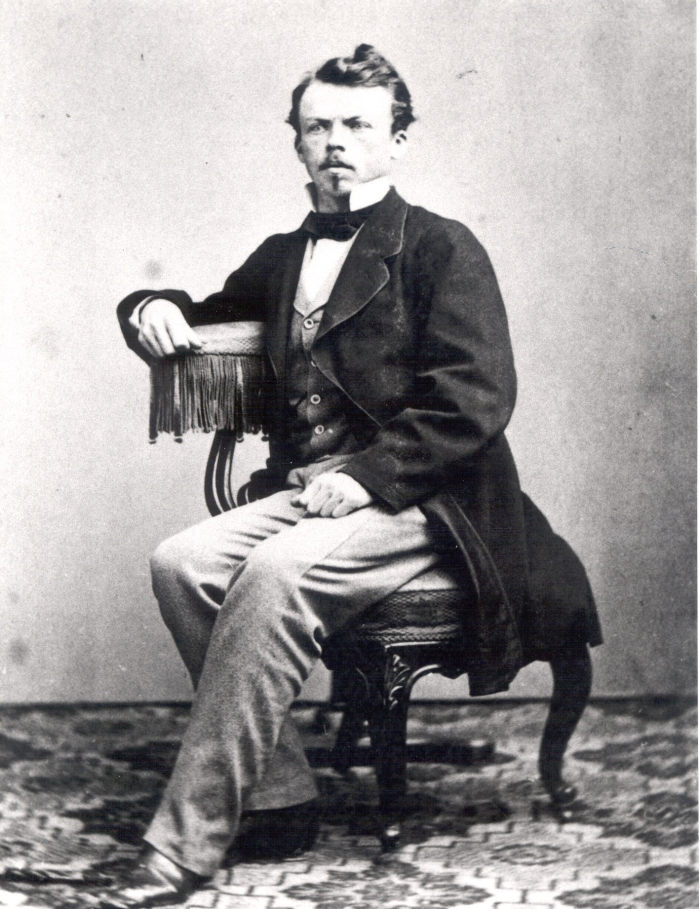
Albert Oppel (1831–1865). Aufnahme wohl von 1862

Carl Albert Oppel (* 19. Dezember 1831 in Hohenheim, Stuttgart; † 22. Dezember 1865 in München) war ein deutscher Paläontologe mit bedeutenden Beiträgen zur Erforschung des erdgeschichtlichen Zeitabschnitts des Juras.

## Leben und Werk
Oppel, Sohn des Agrarwissenschaftlers und Regierungsrates Julius Albert Oppel (1799–1882), studierte ab 1851 an der Universität Tübingen bei Friedrich August von Quenstedt und erhielt 1853 durch Lösung der Preisfrage „Ueber den mittleren Lias Schwabens“ die Doktorwürde. 1854 und 1855 begab er sich auf Forschungsreisen  zu den damals bekannten Jurafundstätten in Frankreich, England, der Schweiz und Deutschland. Die Ergebnisse seiner Forschung legte er 1856 bis 1858 in dem Werk Die Juraformation Englands, Frankreichs und des südwestlichen Deutschlands vor.
1858 wurde er Professor für Paläontologie an der Universität München, 1861 erfolgte die Ernennung zum ordentlichen Professor und in Nachfolge von Johann Andreas Wagner zum Konservator des Paläontologischen Museums München. 1862 wurde er zum außerordentlichen Mitglied der Mathematisch-physikalischen Klasse der Bayerischen Akademie der Wissenschaften ernannt. Ab 1862 war er zudem Herausgeber und Mitautor in den von ihm begründeten Paläontologischen Mitteilungen.
Den Jura teilte er in 36 biostratigraphische „Zonen“ ein. Mit diesem, von ihm eingeführten Begriff (heute Biozone), verfeinerte Oppel die Stufeneinteilung. Die von ihm eingeführten jurassischen Stufenbezeichnungen Pliensbachium und Tithonium sind heute international anerkannt.
Auf dem Mond ist das Gebirge Dorsum Oppel („Oppel-Rücken“) nach ihm benannt. 2004 benannten Günter Schweigert und Alessandro Garassino die fossile Garnelen-Gattung Albertoppelia aus dem Tithonium von Eichstätt (Solnhofener Plattenkalk) nach Oppel, dessen Monographie zu den Zehnfußkrebsen des südwestdeutschen Juras noch immer die umfassendste Arbeit zu diesem Thema ist.
Sein Sohn war der Arzt und Histologe Albert Otto Oppel (1863–1916).

## Schriften
- Der mittlere Lias Schwabens. Ebner & Seubert, Stuttgart 1853. Google
- mit E. Suess: Ueber die mutmasslichen Aequivalente der Kössener Schichten in Schwaben. In: Sitzungsberichte der kaiserlichen Akademie der Wissenschaften 21, 1, Wien 1856, S. 535–549, 2 Tafeln
- Die Juraformation Englands, Frankreichs und des südwestlichen Deutschlands. Nach ihren einzelnen Gliedern eingetheilt und verglichen. Ebner & Seubert, Separat-Abdruck der Württembergischen naturwissenschaftlichen Jahreshefte. 12.–14. Jg., Stuttgart 1856–1858. Google
- Weitere Nachweise der Kössener Schichten in Schwaben und in Luxemburg. In: Sitzungsberichte der kaiserlichen Akademie der Wissenschaften 26, Jahrgang 1857, 1, Wien 1858, S. 7–13
- Die neueren Untersuchungen über die Zone der Avicula contorta mit besonderer Berücksichtigung der Beobachtungen A. Martin´s über das Auftreten dieser Zone im Dep. Cote d´Or. In: Jahreshefte des Vereins für vaterländische Naturkunde in Württemberg, 15, Stuttgart 1859, S. 315–325
- Palaeontologische Mittheilungen aus dem Museum des königl. bayer. Staates. Ebner & Seubert, Stuttgart 1862, Text Google und Atlas Google
  - I. Ueber jurassische Crustaceen
  - II. Ueber Fährten im lithographischen Schiefer
  - III. Ueber jurassische Cephalopoden